# Famille Marclay
La famille Marclay est une famille originaire du Chablais savoyard, attestée depuis le Moyen Âge dans le Val d'Illiez (actuel canton du Valais, Suisse). Mentionnée dès le XIVe siècle, elle s’est illustrée dans l’histoire locale par ses fonctions civiles, militaires et religieuses. Elle figure parmi les familles notables du Bas-Valais.

## Origines et étymologie
La famille Marclay serait issue d'une souche établie dès le haut Moyen Âge dans les terres du Chablais savoyard. Le hameau de Marclaz, qui pourrait avoir été un ancien fief rural fortifié, donne son nom à la lignée. Le nom Marclay proviendrait donc du hameau de Marclaz, situé à proximité de Thonon-les-Bains (Savoie), dans une région bien documentée pour ses structures seigneuriales médiévales. On trouve dans les archives anciennes les variantes Marclesy, Marclésio, Marclezy et de Marclaz.

## Au service de la Savoie (XIVe–XVIe siècles)
Durant la période savoyarde, les Marclay exercent diverses fonctions auprès des comtes puis ducs de Savoie : notaires, curiaux, châtelains, percepteurs. Ils sont établis à Illiez, Troistorrents, Monthey et dans plusieurs paroisses du Val d'Illiez. Après l'invasion bernoise de 1536, la famille passe au service du gouverneur de Monthey.

## Armoiries
Le blason le plus couramment utilisé par la famille est : D’azur, un chevron abaissé de gueules bordé d’or, chargé d’une fleur de lys d’or et accompagné de trois croix latines d’or soutenues chacune d’un croissant d’argent. Il figure notamment dans le Nouvel Armorial valaisan, conservé aux Archives cantonales valaisannes. Cette version est confirmée par plusieurs cachets et médaillons héraldiques du XVIIe siècle.

## Bourgeoisie valaisanne et service étranger (XVIIe–XVIIIe siècles)
Au XVIIe siècle, une branche est admise à la bourgeoisie de Saint-Maurice. La famille tire son prestige du service militaire à l’étranger :
- Jean Marclay (1629–1677), colonel au service de la République de Venise[1];
- Jean-Joseph-Nicolas Marclay (1689–1745), colonel au service du Royaume de France, commandant dans le régiment suisse de Courten, mort à la bataille de Fontenoy[4] ;
- Plusieurs officiers servent dans la compagnie Marclesy[1];
- Jean-François Marclay (1696–1754), maître des postes puis syndic de Saint-Maurice[3].

## De la Révolution à l’État fédéral (1798–1848)
Après la République helvétique, les Marclay s’inscrivent dans les structures modernes du canton du Valais. Leurs activités deviennent essentiellement civiles : notariat, vie communale, magistrature. Certains restent engagés dans la milice suisse.

## Extension contemporaine (XXe–XXIe siècles)
Aux XXe et XXIe siècles, la famille Marclay poursuit son implantation dans plusieurs régions de Suisse, notamment dans les cantons de Vaud et de Genève. Une branche demeure dans le val d’Illiez, où elle exploite l’alpage de Lapisa, au-dessus de Champéry. Plusieurs membres de la famille sont engagés dans la vie politique, notamment au sein du PLR dans les cantons de Genève et du Valais.

## Personnalités notables
- Jean Marclay (1629–1677), colonel au service de la République de Venise.
- Jean-Joseph-Nicolas de Marclésy (1689–1745), lieutenant-colonel du régiment valaisan au service de la France, mort à la bataille de Fontenoy[4].
- Jean-François Marclay (1696–1754), maître de poste et syndic.
- Isaac Marclay (1865–1927), juge et président du Tribunal cantonal valaisan[8].
- Christian Marclay (né en 1955), artiste contemporain suisse-américain[9].